# Elena (Córdoba)
Elena es una localidad situada en el departamento Río Cuarto, provincia de Córdoba, Argentina.
Se encuentra situada sobre la RN 36, a 146 km de la ciudad de Córdoba (Argentina).
El diseño urbano característico de un damero se centra en la plaza principal, la cual es flanqueada por la iglesia y el colegio secundario. En las proximidades de la plaza, generalmente en un radio de pocas cuadras, se encuentran los principales comercios. Las zonas residenciales con planes de vivienda suelen situarse en la periferia del centro urbano, mientras que el edificio municipal se destaca junto al bulevar. A lo largo de la ruta que rodea la localidad, es común encontrar una variedad de 'comercios al paso' que ofrecen productos diversos como ropa, macetas, maníes, pan casero y hamacas paraguayas.

## Historia
Fue a finales del siglo XIX cuando se comenzó a poblar esta zona de la Córdoba. Por aquella época, se instalaron los primeros establecimientos rurales que se dedicaban, principalmente, a la cría de ganado ovino, bovino y caballar. Pocos años más tarde, no dudaron en converger hacia este lugar numerosas familias, en su mayoría, inmigrantes italianos. Los nuevos colonos llegaron a esta comarca atraídos por la calidad de sus pasturas y aguadas, por su clima apacible y por una red de caminos que, aunque todavía precarios, les permitía conectarse con otras regiones de la provincia.
Los primeros en llegar debieron atravesar vastos territorios casi despoblados y viajando en rústicos transportes.
Bajo este paisaje, criollos y “gringos” comenzaron a gestar una nueva comunidad que, llamativamente, había sido bautizada con dos nombres: “Pueblo Oviedo”, al norte y “Pueblo María”, al sur. Esta doble designación hacía referencia a quienes fueron los primeros dueños de estas tierras: las familias de Pedro Oviedo y María Buteler de la Torre, respectivamente.
En 1912, la empresa Ferrocarril Central Argentino instala allí una estación férrea con el nombre de Elena; en homenaje a Elena Doncel, esposa de uno de los gestores de la obra: el señor Alejandro Gigena.
Con el transcurso del tiempo, el pueblo tomó prestado el nombre de su estación ferroviaria y la costumbre hizo que “Elena” prevaleciera y se oficializara como la verdadera denominación de la localidad.
Fecha de la Fundación: 19 de octubre de 1912

## Población
Cuenta con 3,387 habitantes (Indec, 2022), lo que representa un incremento del 13% frente a los 2,985 habitantes (Indec, 2010) del censo anterior.
| Gráfica de evolución demográfica de Elena entre 1991 y 2022 |
|                                                             |
| Fuente: Censos nacionales del INDEC                         |

## Economía
Esta estructura urbana está habitada por 2800 personas quienes, directa o indirectamente, se ven beneficiados por los recursos provenientes del campo. El fruto de los establecimientos rurales incide, notablemente, en la economía de la comunidad, siendo el sector productivo que más aporta -alrededor del 95%-al Producto Bruto Interno local.
Por su parte, la economía urbana gira en torno a los recursos generados por sus comercios -cerca de 130 instalados- y por el quehacer de sus industrias, cuyas actividades han sufrido una significativa reducción en estos últimos años. En este ámbito, sólo continúan operando una fábrica de mosaicos y mesadas, un establecimiento minero, una curtiembre, un aserradero, una fábrica de aberturas metálicas y talleres metalúrgicos menores.

## Parroquias de la Iglesia católica en Elena
| Diócesis  | Villa de la Concepción del Río Cuarto |
| --------- | ------------------------------------- |
| Parroquia | La Asunción de María Santísima        |